# Caitlin Doughty
Caitlin Doughty (Oahu, 19 augustus 1984) is een Amerikaanse youtuber, uitvaartondernemer, schrijfster en activistee gefocust op begrafenisrituelen.

## Biografie
Doughty werd geboren in 1984 op het eiland Oahu, onderdeel van de Amerikaanse staat Hawaï. Op 8-jarige leeftijd maakte ze mee dat een meisje stierf door een val van een balkon in een winkelcentrum. Haar ouders probeerden het voorval zoveel mogelijk te negeren en na een zenuwachtige grap van haar vader werd er nooit meer over gesproken. Hierna ontwikkelde Doughty een moeizame relatie met de dood, die deed denken aan een obsessieve-compulsieve stoornis. Tegenwoordig heeft zij hier geen last meer van, maar haar fascinatie met de dood verbindt ze zelf aan deze gebeurtenis.
Op de middelbare school deed Doughty vrijwilligerswerk in een ziekenhuis. Ook hier kwam ze in aanraking met de dood. Ze hielp bij het verplaatsen van overleden patiënten naar het mortuarium van het ziekenhuis. Zelf zou ze hierover zeggen: "Als ik erop terugkijk, is het toch best vreemd dat de leidinggevenden in het ziekenhuis zeiden: 'Ja hoor, vijftienjarige vrijwilliger, jij hebt lijkentransportdienst.'" Ze weet dit zelf aan haar eigen vasthoudendheid, een eigenschap die ze ook nodig zou hebben om de uitvaartindustrie in te komen. Ze had zes maanden volop gesolliciteerd voor ze werd aangenomen. Voor ze bij Westwind Cremation & Burial zou gaan werken, zou Doughty middeleeuwse geschiedenis aan de Universiteit van Chicago studeren. Na haar afstuderen vervulde ze verschillende taken binnen de uitvaartindustrie. Hierover schreef ze Smoke Gets in Your Eyes & Other Lessons from the Crematory, naar het Nederlands vertaald als Als de rook om je hoofd is verdwenen. Lessen uit het crematorium. Doughty besloot na deze ervaring aan het Cypress College te studeren om het diploma als uitvaartondernemer te behalen. In 2015 opende ze een eigen uitvaartonderneming, Clarity Funerals in Los Angeles.

## Youtube
Sinds 1 oktober 2011 heeft Doughty een Youtube-kanaal, Ask a Mortician. Het kanaal had in 2023 2 miljoen abonnees en meer dan 250 miljoen weergaven. In eerste instantie beantwoordde Doughty op het kanaal vooral (korte) vragen aan uitvaartondernemers. Rond 2016 begonnen de afleveringen echter meer het format te krijgen van mini-documentaires, met vragen zoals: 'Wat gebeurde er met de overledenen van de Titanic?'
Rond 2020 begon Doughty langere documentaires aan te bieden, met filmpjes van ruim 30 minuten. De onderwerpen bleven gerelateerd aan overlijden en de dood.

## Andere werkzaamheden
Naast haar werk als uitvaartverzorger en Youtuber, probeert Doughty ook op andere manieren mensen kennis te laten maken met de dood en deze te demystificeren. Zo richtte ze in 2011 de Order of the Good Death op. Deze groep probeert de vastgeroeste Amerikaanse uitvaartindustrie open te breken voor de leek en nieuwe rituelen en goedkopere en milieuvriendelijkere begrafenismethodes bekend te maken.